# Canon PowerShot S
Canon PowerShot S là một dòng máy ảnh kỹ thuật số bình dân do hãng Canon (Nhật Bản) chế tạo. Model đầu tiên của dòng này là Canon PowerShot S10 được tung ra thị trường vào tháng 10 năm 1999. Model cuối cùng của dòng này là Canon PowerShot S80 được tung ra thị trường vào tháng 10 năm 2005. Sau khi Canon phát triển dòng Canon PowerShot SX có ống kính zoom tốt hơn từ năm 2004 thì dòng Canon PowerShot S không còn được sản xuất nữa.
| Model           | Ngày ra thị trường | Bộ cảm biến CCD size | Ống kính (tương đương 35mm) zoom | Kích thước LCD  | Card            | Kích thước (mm) Khối lượng (body, g) | ghi chú |
| Point-and-Shoot | Point-and-Shoot    | Point-and-Shoot      | Point-and-Shoot                  | Point-and-Shoot | Point-and-Shoot | Point-and-Shoot                      | Point-and-Shoot                                                                                             |
| --------------- | ------------------ | -------------------- | -------------------------------- | --------------- | --------------- | ------------------------------------ | --- |
| S10             | 10/1999            | 2,1 MP 1/2"          | 35-70mm, 2x                      | 1,8"            | CF              | 105,4 x 69,4 x 33,8 270              | Model nhỏ nhất 2MP có zoom thật trên thị trường đương thời.                                                 |
| S20             | 3/2000             | 3,3 MP 1/1,8"        | 32 - 64mm 2x                     | 1,8"            | CF              | 105,4 x 69,4 x 33,8 270              | |
| Prosumer        |                    |                      |                                  |                 |                 |                                      | |
| S30             | 12/2001            | 3.2 MP 1/1,8"        | 35-105mm 3x                      | 1,8"            | CF              | 112 x 58 x 42 260                    | Hình dáng mới, kích thước to hơn, có thêm các chức năng điều khiển tự do, hỗ trợ định dạng RAW              |
| S40             | 10/2001            | 4,1 MP 1/1,8"        | 35-105mm 3x                      | 1,8"            | CF              | 112 x 58 x 42 260                    | Hình dáng mới, kích thước to hơn, có thêm các chức năng điều khiển tự do, hỗ trợ định dạng RAW              |
| S45             | 10/2002            | 4,1 MP 1/1,8"        | 35-105mm 3x                      | 1,8"            | CF              | 112 x 58 x 42 260                    | |
| S50             | 3/2003             | 5,0 MP 1/1,8"        | 35-105mm 3x                      | 1,8"            | CF              | 112 x 58 x 42 260                    | |
| S60             | 4/2004             | 5,0 MP 1/1,8"        | 28-100mm 3,6x                    | 1,8"            | CF              | 114,0 x 56,5 x 38,8 230              | Model đầu tiên dùng ống kính góc rộng, hỗ trợ các ống kính chuyển đổi, có kích thước và khối lượng nhỏ hơn. |
| S70             | 9/2004             | 7,1 MP 1/1,8"        | 28-100mm 3,6x                    | 1,8"            | CF              | 114,0 x 56,5 x 38,8 230              | |
| S80             | 10/2005            | 8,0 MP 1/1,8"        | 28-100mm 3,6x                    | 2,5"            | SD              | 104,0 x 57,0 x 38,8 225              | Thay đổi kiểu dáng để nhỏ hơn và nhẹ hơn, thôi không hỗ trợ RAW                                             |

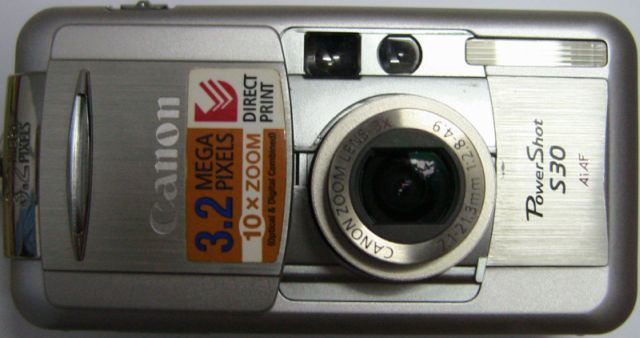
Canon PowerShot S30
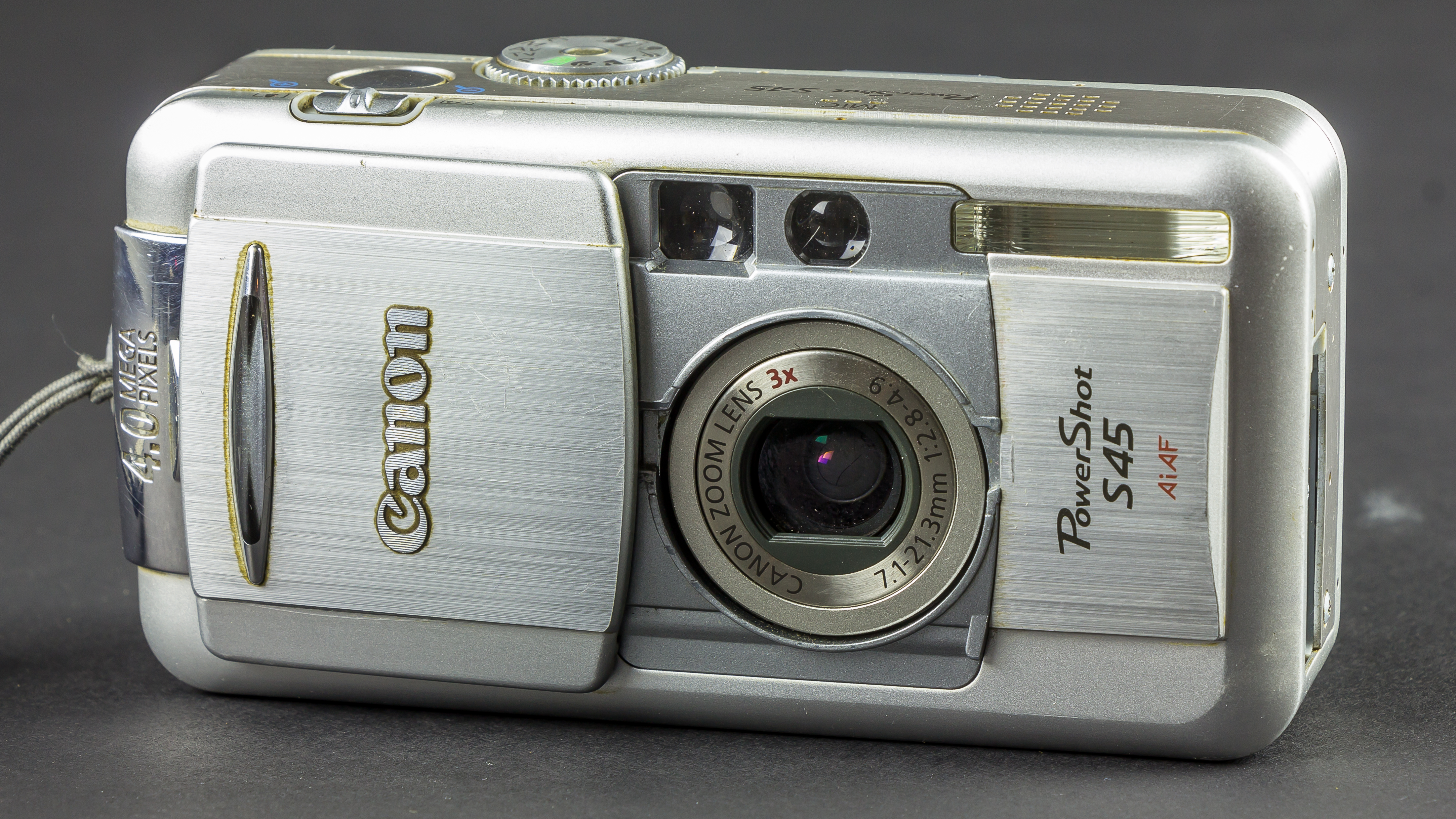
Canon PowerShot S45
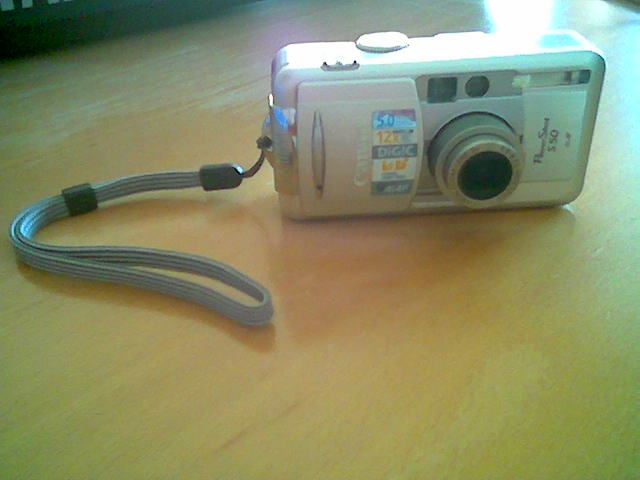
Canon PowerShot S50

## Ảnh chụp bằng Canon PowerShot S30

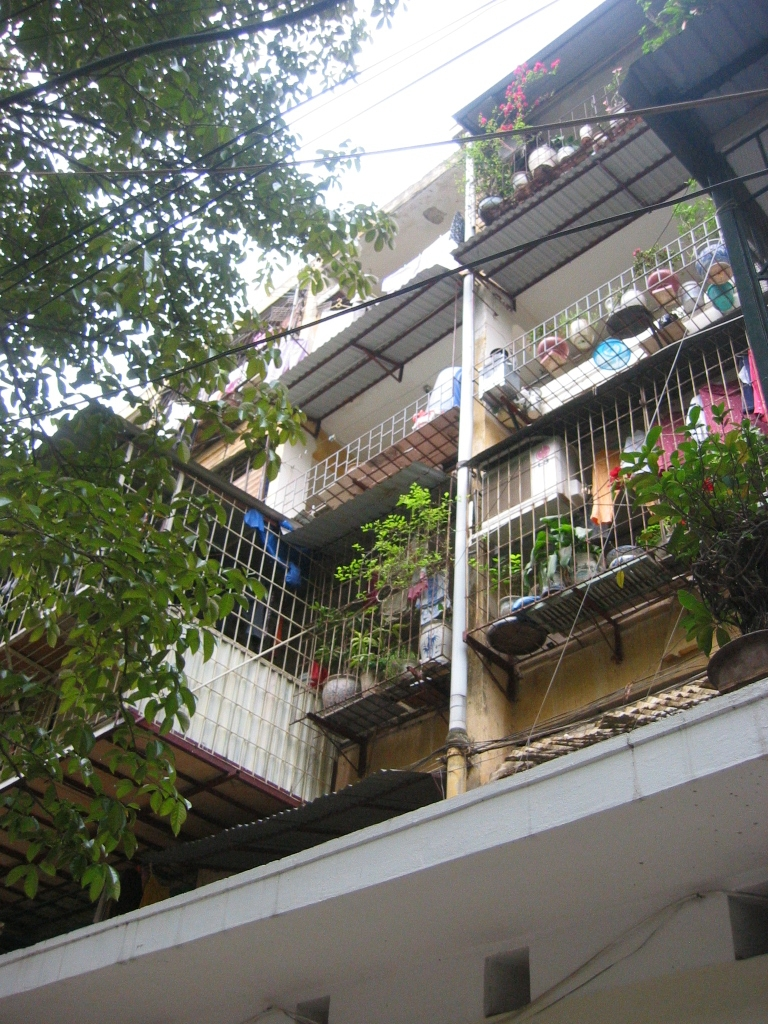
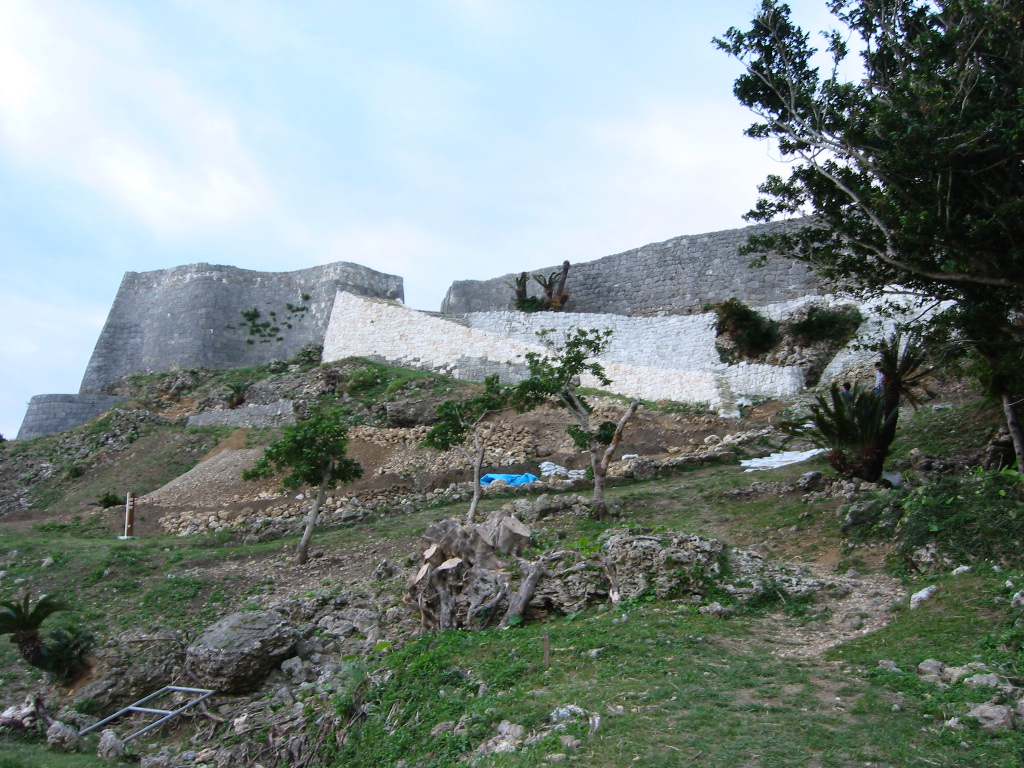
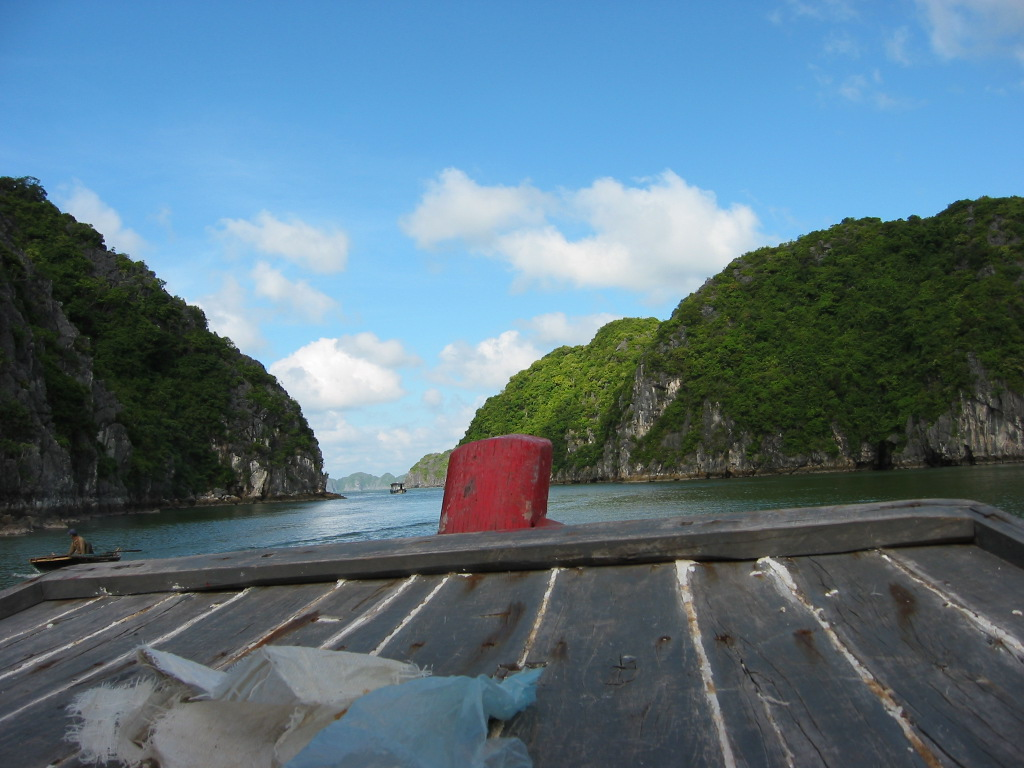
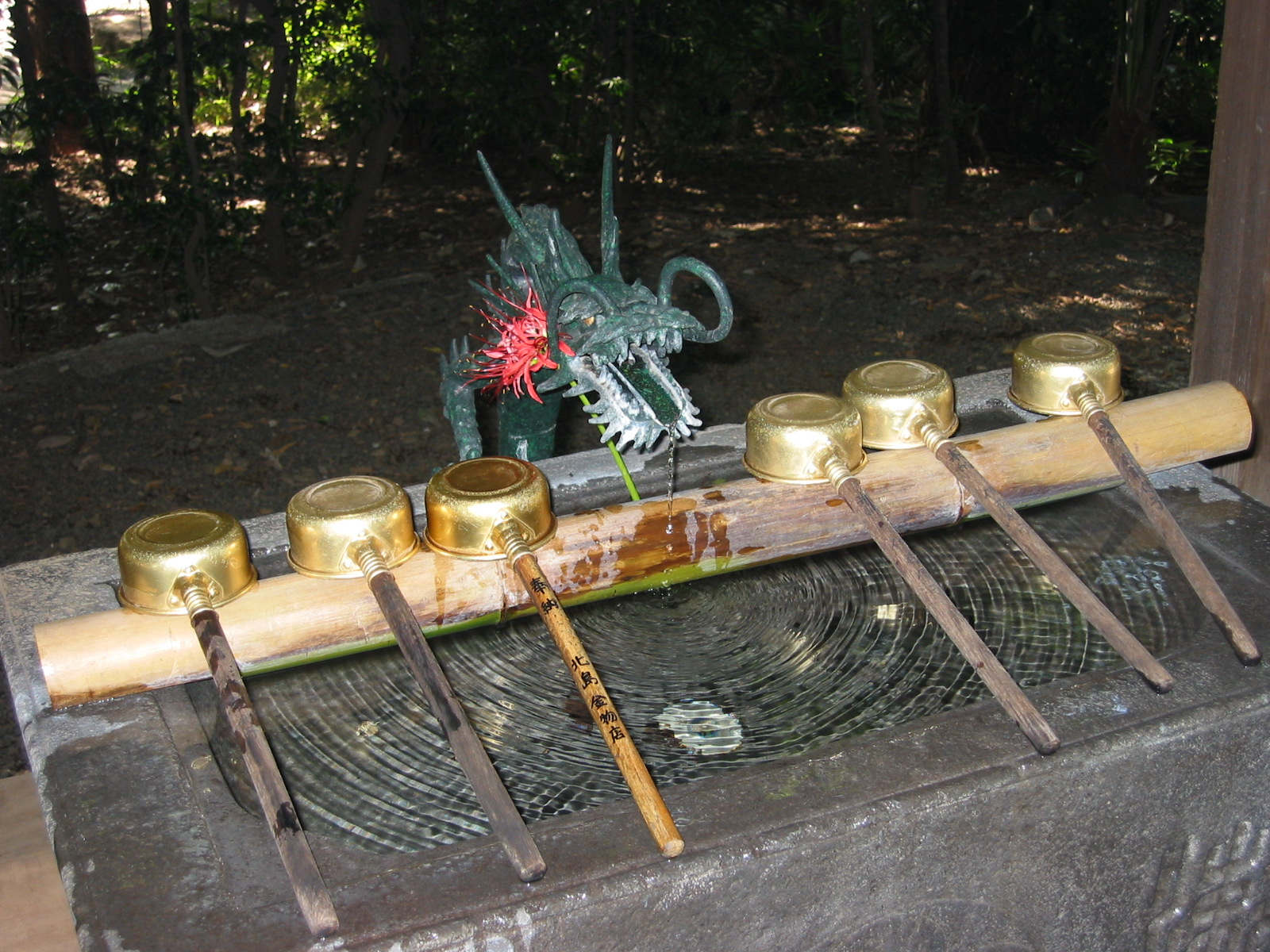